# Nour Mansour
Nour Nayef Mansour (arabisch نور نايف منصور, DMG Nūr Nāyif Manṣūr; * 22. Oktober 1989 in Wadi Nahleh) ist ein libanesischer Fußballspieler.

## Karriere

### Verein
Er startete zur Saison 2009/10 seine Karriere beim Safa SC Beirut und gewann hier mit der Mannschaft in der Spielrunde 2012/13 die Meisterschaft. Seit der Spielzeit 2016/17 steht er mittlerweile bei al-Ahed unter Vertrag. Mit diesen gewann er seitdem insgesamt fünf Meistertitel und auch den AFC Cup 2019.

### Nationalmannschaft
Sein erstes bekanntes Spiel für die libanesische Fußballnationalmannschaft war am 3. März 2010 eine 0:4-Niederlage gegen Syrien in der Qualifikation für die Asienmeisterschaft 2011, wo er zur 16. Minute für Ali Hamam eingewechselt wurde.
Danach folgten aber erst einmal keine weiteren Einsätze für ihn. Erst Ende 2012 war er dann bei der Westasienmeisterschaft 2012 dabei und kam zu ein paar Einsätzen. Im nächsten Jahr ging es dann aber auch mit weiteren Einsätzen weiter und er kam nebst einiger Freundschaftsspiele auch in der Qualifikation für die Asienmeisterschaft 2015 und in der für die Weltmeisterschaft 2014 zum Einsatz. Sein nächstes Turnier war dann die Westasienmeisterschaft 2013. Auch in den kommenden Jahren kamen noch einige Einsätze dazu und auch in der Qualifikation für die Weltmeisterschaft 2018 kam er später noch zu weiteren Partien, wo er Spielzeit sammeln konnte.
Eine große Anzahl an Partien absolvierte er dann ab März 2017 mit seinem Team in der Qualifikation für die Asienmeisterschaft 2019. Dort schaffte er mit dem Team dann auch das Erreichen der Endrunde, kam dort aber auch nur in einer Partie zum Einsatz. Mehr Spielzeit erhielte er danach ab er noch bei der Westasienmeisterschaft 2019. Anschließend daran begann für ihn die Qualifikation für die Weltmeisterschaft 2022 und Ende 2021 war er dann auch mit beim Arabien-Pokal 2021 dabei, wo er nach dem Playoff auch in allen drei Gruppenpartien seines Teams zum Zug kam.
Am 30. Dezember 2023 wurde er für den finalen Kader bei der Asienmeisterschaft 2024 nominiert.